# Fazenda Fazendinha
A Fazenda Atibaia (também conhecida como Fazendinha) compunha um grande latifúndio na região de  Sousas, Distrito de Campinas - SP, desde o ano de 1.783, século XVIII, durante os ciclos da cana-de-açúcar e do café.
Em 1783 Inicio no ciclo da cana-de-açúcar.
Em 1818 Foi registrado como Bens Rústicos, com 2807 alqueires, pelo Brigadeiro Luís Antônio de Sousa Queirós,  passando posteriormente ao seu herdeiro Barão de Limeira (filho do Brigadeiro).
Em 1851 Produzia 6 mil arrobas de açúcar e 5 mil arrobas de café.
Em 1872 Com a morte do Barão, conservou a Baronesa como propriedade sua ou em sociedade com os filhos.
Em 1885 250 mil pés de café em terras massapé brancas, com máquina de benefício a vapor e terreiro atijolado.
Em 1900 Era da "Baronesa de Limeira & Filhos" com produção de 15 mil arrobas de café.
Em 1914 Pertencia a Sílvio Maya, com 250 alqueires de terras e 180 mil pés de café; sendo herdada por seu sobrinho, Geraldo de Barros Maya.
Em 2005 Foi adquirida por um grupo de investidores.
Em 2006 Inicio do processo de restauração de sua sede Casa Grande e demais instalações.
Em 2013 Pesquisa realizada pela PUC Campinas - Arq Dr. Ana Villanueva - https://web.archive.org/web/20150402105000/http://arquiteturapetpucamp.com/atividades/pesquisas/